# كالهان (كولورادو)
كالهان (بالإنجليزية: Calhan, Colorado)‏ هي بلدة تقع في مقاطعة إل باسو، كولورادو بولاية كولورادو في الولايات المتحدة. تبلغ مساحتها 2.2 (كم²)، وترتفع عن سطح البحر 1992 م، بلغ عدد سكانها 780 نسمة في عام 2010 حسب إحصاء مكتب تعداد الولايات المتحدة .

## وصلات خارجية
- The US50 - Cities and Towns in Colorado State
- Colorado Cities and Towns, Facts, Map, Flag, Colleges, Government, and More